# 북마케도니아의 언어
북마케도니아의 언어들은 다양한 공식 지위를 가지고 있다.

## 국어
마케도니아인들에게 있어서 모국어로 사용되고 있는 것뿐만 아니라 하위민족들(토르베시인들까지 포함하여)에게 있어서의 국어이자 가장 크게 널리 사용되고 있는 언어는 마케도니아어이다. 북마케도니아의 주민 130만명이 일상생활에서 마케도니아어로 말하고 있다.

## 소수 민족들의 언어
북마케도니아 헌법은 북마케도니아에 거주하는 소수 인종들의 자유로운 일반적으로 사용하는 언어들을 허락하고 있다. 2001년 오흐리드 협정은 중등과 고등교육에 포함해서 현저하게 알바니아어의 지위를 해결했다.
| 언어             | 화자의 수 |
| ---------------- | --------- |
| 알바니아어       | 50만명    |
| 튀르키예어       | 10만명    |
| 세르보크로아트어 | 5만명     |
| 집시어           | 5만명     |
| 아로마니아어     | 1만명     |

### 지위
소수 언어들은 다수의 도시와 행정단위들(공동체들)에서 공식적으로 간주되고 있다.
| 언어             | 공동체                                  |
| ---------------- | --------------------------------------- |
| 알바니아어       | 테토보 시, 브르베니차 시, 브랍치슈테 시 |
| 튀르키예어       | 첸타르주파 시, 플라스니차 시            |
| 세르보크로아트어 | 추체르산데보 시                         |
| 집시어           | 슈토오리자리 시                         |
| 아로마니아어     | 크루셰보 시                             |

## 외국어들
북마케도니아의 많은 주민들이 외국어로 말하고 있다. 유고슬라비아에서 살고 있었던 연장세대는 세르비아어를 사용하고 있다. 청년들은 영어를 알고 있다. 물론 남학생들과 학생들의 일정한 수는 프랑스어, 독일어, 이탈리아어와 러시아어를 배우고 있다.

## 같이 보기
- 북마케도니아의 인구